# 266 (numero)
Duecentosessantasei (266) è il numero naturale dopo il 265 e precede il 267.

## Proprietà matematiche
- È un numero composto con i seguenti 8 divisori: 1, 2, 7, 14, 19, 38, 133, 266. Poiché la somma dei suoi divisori è 214 < 266, è un numero difettivo.
- È un numero nontotiente.
- È un numero noncototiente.
- È un numero di Harshad (in base 10), cioè è divisibile per la somma delle sue cifre.
- È parte delle terne pitagoriche (266, 312, 410), (266, 912, 950), (266, 2520, 2534), (266, 17688, 17690).
- È un numero sfenico.
- È un numero palindromo e un numero a cifra ripetuta nel sistema di numerazione posizionale a base 11 (222).
- È un numero colombiano nel sistema numerico decimale.

## Astronomia
- 266P/Christensen è una cometa periodica del sistema solare.
- 266 Aline è un asteroide della fascia principale del sistema solare.

## Astronautica
- Cosmos 266 è un satellite artificiale russo.